# La Torre
La Torre település Spanyolországban, Ávila tartományban. La Torre La Hija de Dios, Narros del Puerto, Muñotello, Muñana, San Juan del Olmo, Valdecasa, Narrillos del Rebollar, Sanchorreja, Padiernos, Muñogalindo, Santa María del Arroyo és Solosancho községekkel határos. Lakosainak száma 212 fő (2024).

## Népesség
A település népessége az utóbbi években az alábbiak szerint változott:
| Lakosok száma | 413  | 357  | 335  | 287  | 264  | 285  | 261  | 239  | 219  | 212  |
|               | 2001 | 2004 | 2006 | 2009 | 2011 | 2014 | 2016 | 2019 | 2021 | 2024 |